# نیلز فریکبرگ
نیلز فریکبرگ (انگلیسی: Nils Frykberg؛ ۱۳ مارس ۱۸۸۸ – ۱۳ دسامبر ۱۹۶۶ (aged 78)) ورزشکار دو و میدانی اهل سوئد بود.
وی در مسابقات کشوری و بین‌المللی در مجموع برندهٔ ۱ مدال نقره شده‌است.